# Eriostethus trifasciatus
Eriostethus trifasciatus är en stekelart som först beskrevs av Baltazar 1964.  Eriostethus trifasciatus ingår i släktet Eriostethus och familjen brokparasitsteklar. Inga underarter finns listade i Catalogue of Life.